# Граф (выставка)
«Граф» — персональная выставка Леонида Стуканова, открывшаяся 26 августа 2017 года в художественной галерее ZHDANOV, Ростов-на-Дону.

## О проекте
«Граф» — пятая по счёту персональная выставка таганрогского художника и педагога Леонида Стуканова (1947—1998). На выставке были представлены живопись и графика. Большинство работ оказалось в публичном выставочном пространстве впервые.
Кураторы выставки — Александр Кисляков и Наталья Дурицкая.
Все 15 работ Леонида Стуканова, представленные на выставке — из частных коллекций.
По стечению обстоятельств, выставка «Граф» открылась практически одновременно с премьерой спектакля ростовского театра «18+» «Волшебная страна» (режиссёр Всеволод Лисовский), поставленного по одноимённой книге Максима Белозора. Одним из героев этой книги являлся Леонид Стуканов.

## Цитаты
- «Граф — это невероятный художник и педагог, у которого мы все в неоплатном долгу. Человек, не оценённый ни своим временем, ни городом, в котором он жил и работал. Граф, кстати, дружил со Ждановым и до своего последнего дня состоял с ним в переписке. Лёня учился в Грековке в одной группе с Александром Павловичем и, при этом, считал его своим учителем. Персональные выставки Графа должны бы проходить в лучших музеях страны, а не в небольших галереях. Монографии ему б посвящать. Но, увы… Мы не могли не сделать его выставку»[2]. — Александр Кисляков, 2017.
- «У него была прекрасная школа, в художественном училище он считался одним из лучших рисовальщиков. Он обладал высокой профессиональной грамотностью, как живописной, так и графической. Даже в его живописных работах, написанных маслом, чувствуется очень высокая культура графики, понимание плоскости холста, понимание декоративно-пластических задач. Я считаю, что Леонид Стуканов достоин публикаций, многочисленных монографий, а также отдельного музея в Таганроге»[12] — Светлана Крузе, 2017.
- «Леонид Стуканов прекрасный художник, которому, к несчастью, не очень везёт после смерти. Что самое страшное для художника? Что после смерти его работы потеряются и забудутся. И такое происходит постоянно. И качество работ тут ни при чем. Художники просто исчезают. Растворяются в потоке времени. И будет невыносимо горько если у Леонида будет такая судьба. Его творческое наследие необходимо изучать, каталогизировать и главное показывать людям. Поэтому важность этой выставки невозможно недооценить» — Всеволод Лисовский, 2017.

## Представленные работы

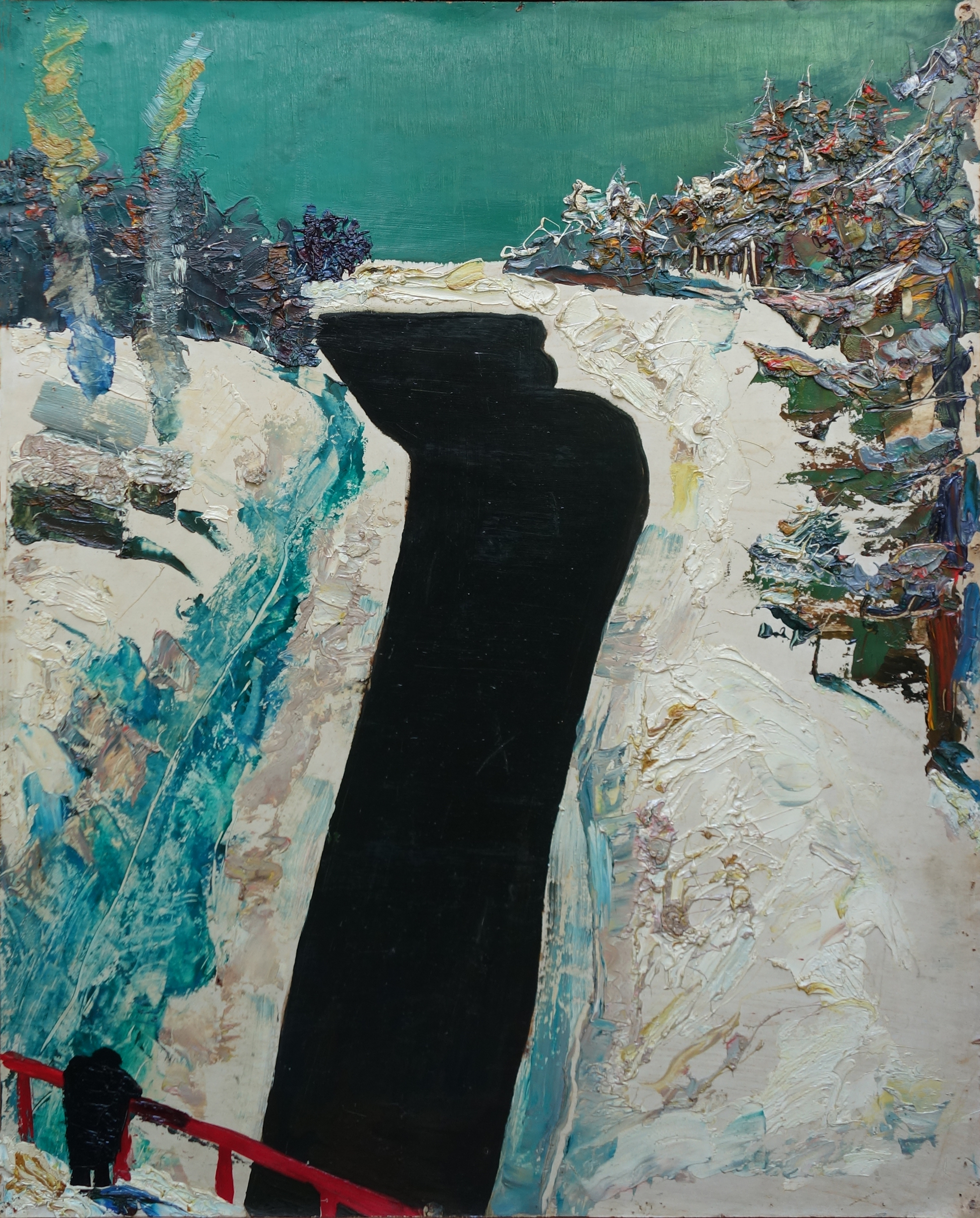
«Чёрная речка», к/м, 70х56, 1985
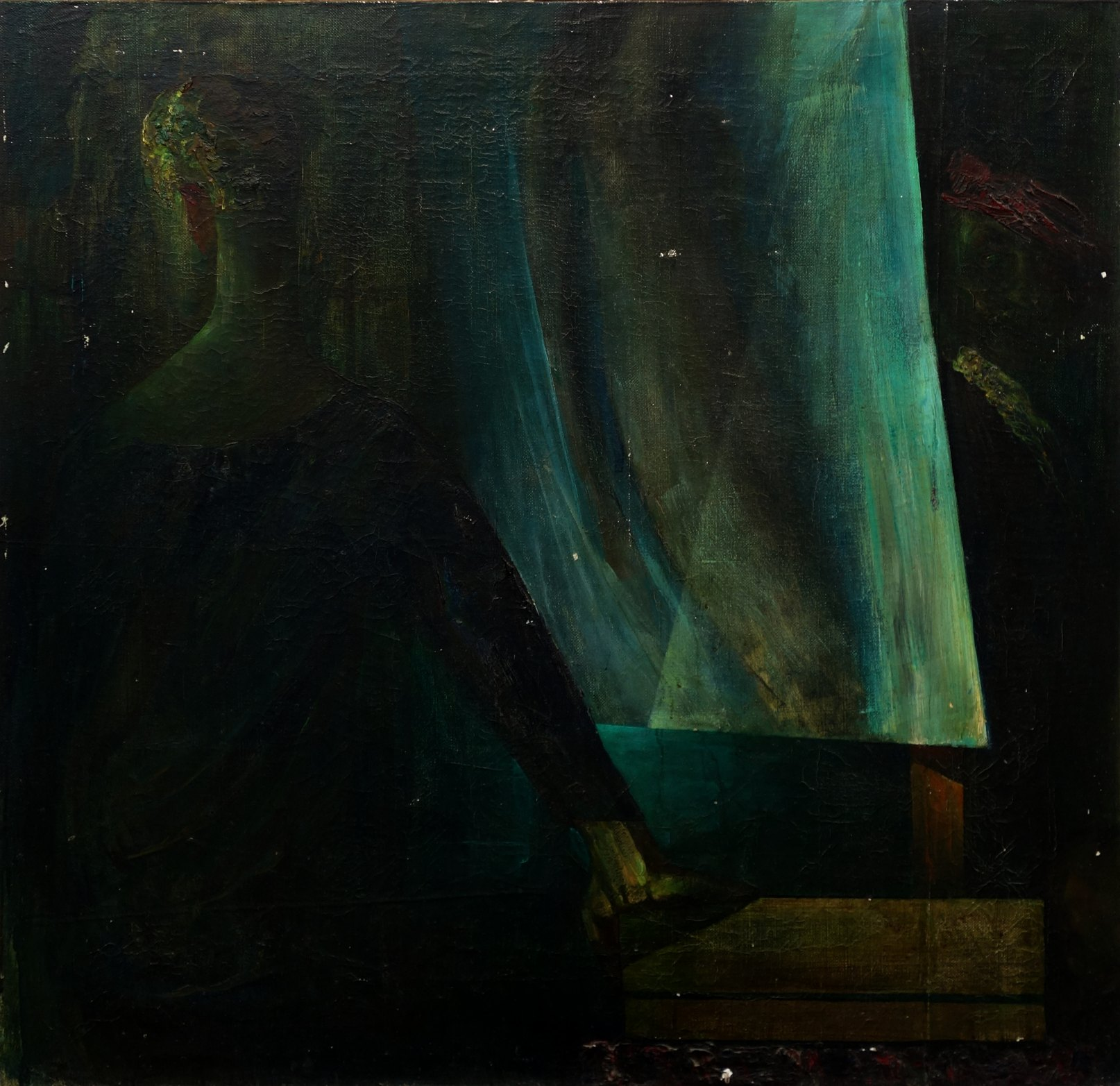
«Автопортрет с Рембрандтом, черепом и девушкой», х/м, 100х100, 1983
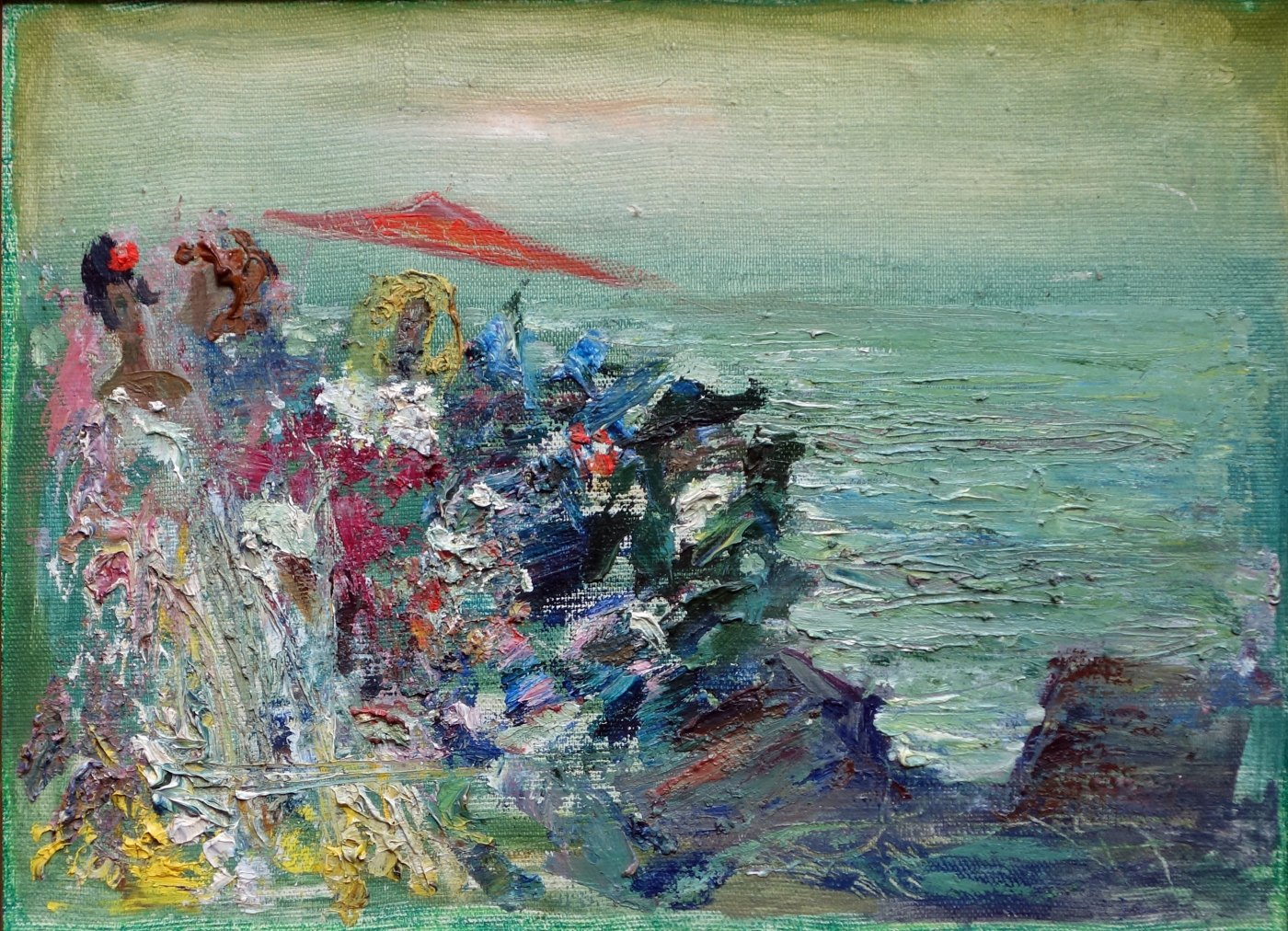
«Проход короля», х/м, 35х40, 1992
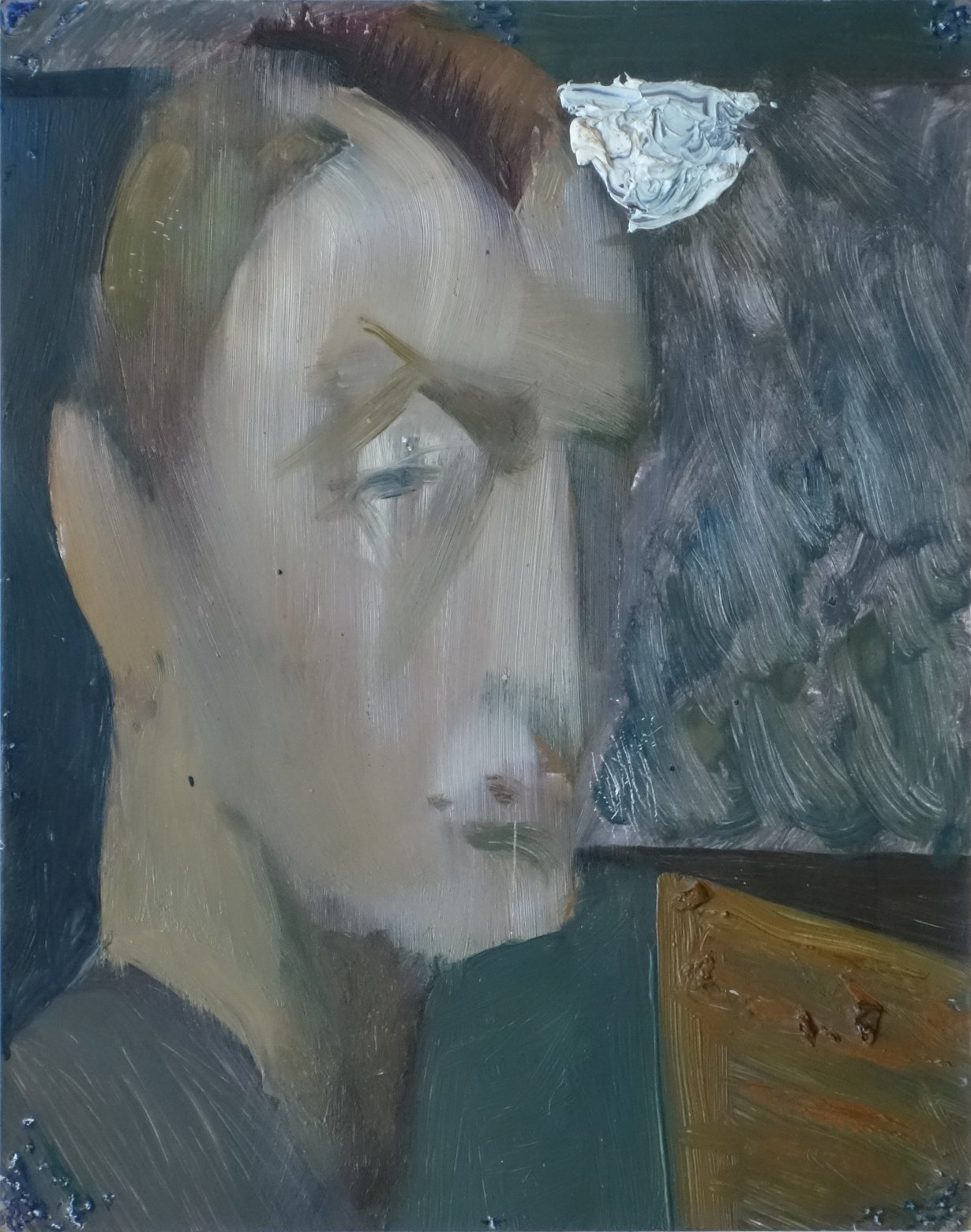
«Автопортрет», к/м, 30х24, 1990
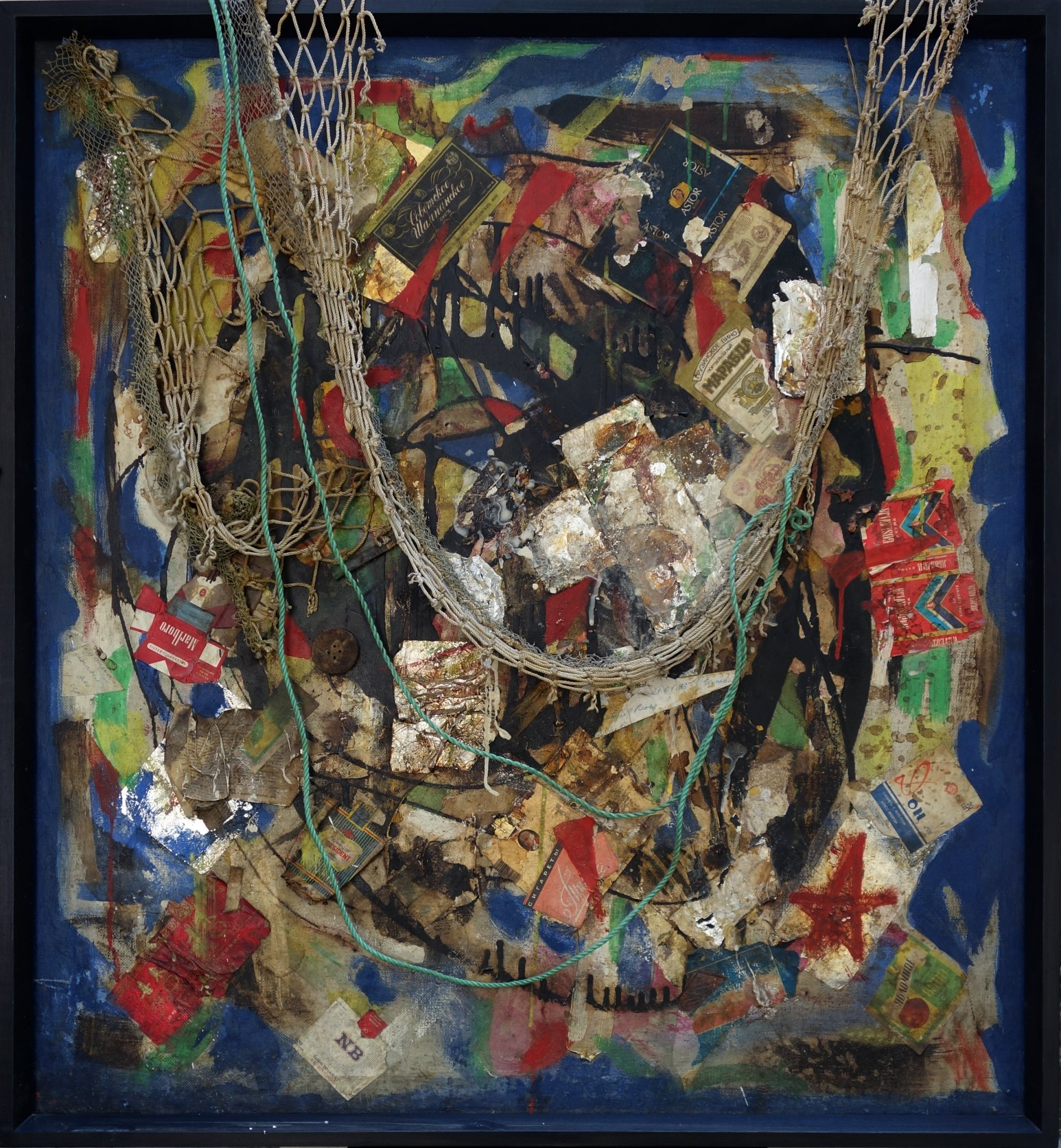
«Богудония», х/м/см.техн., 104,5х94,5, 1983
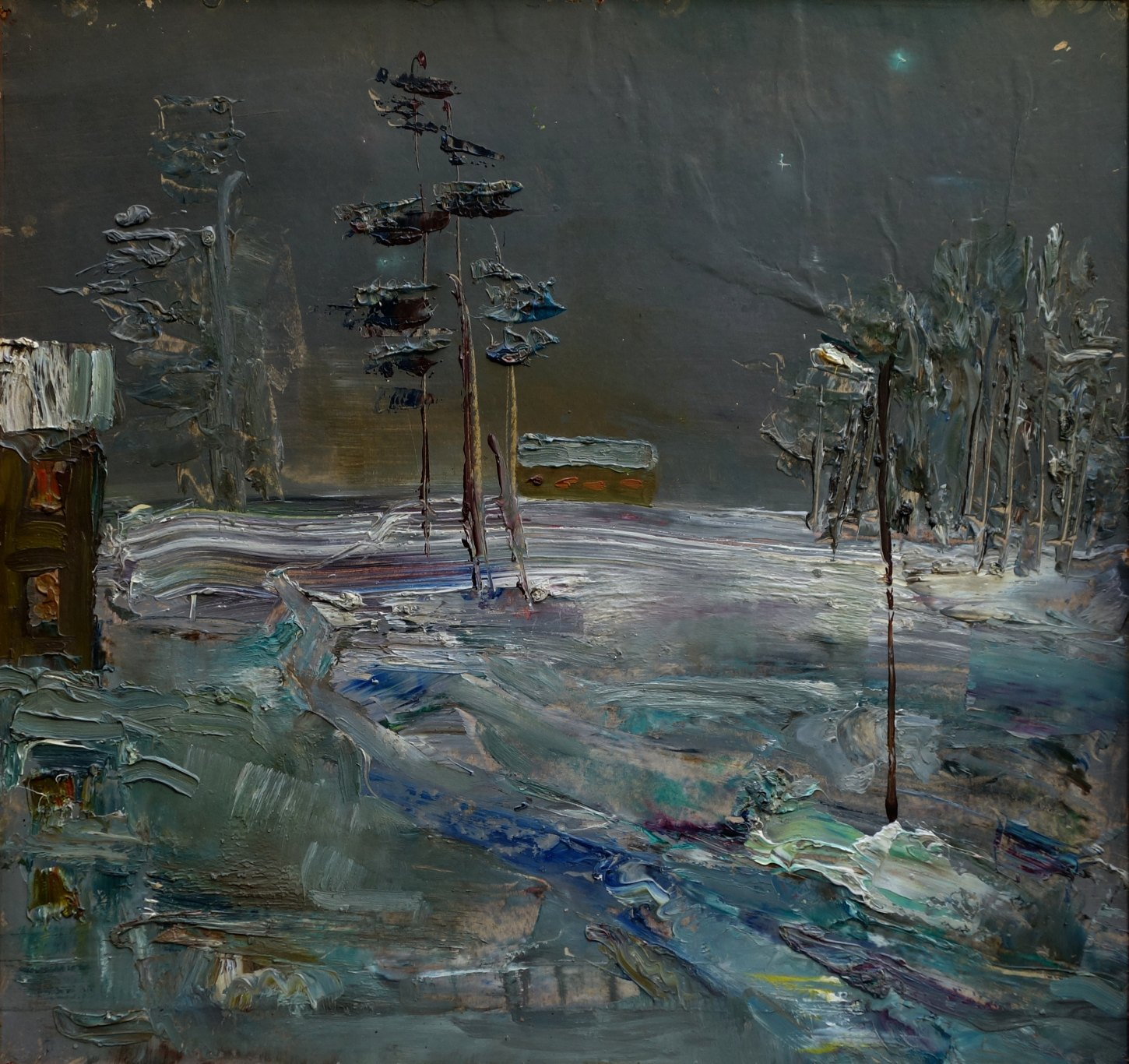
«Звенигород», орг/м, 53х55, 1986
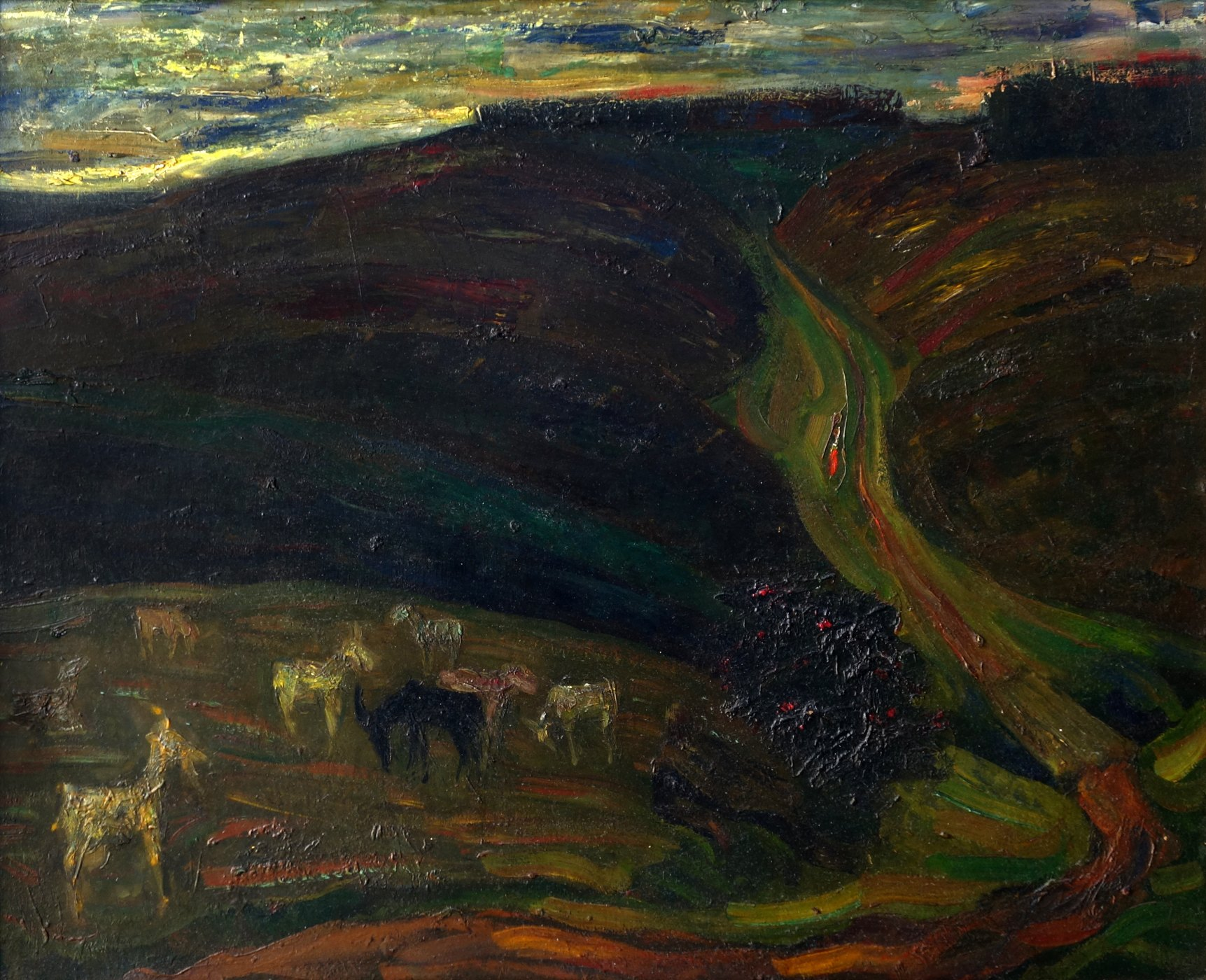
«Русская элегия», орг/м, 65х81, 1983
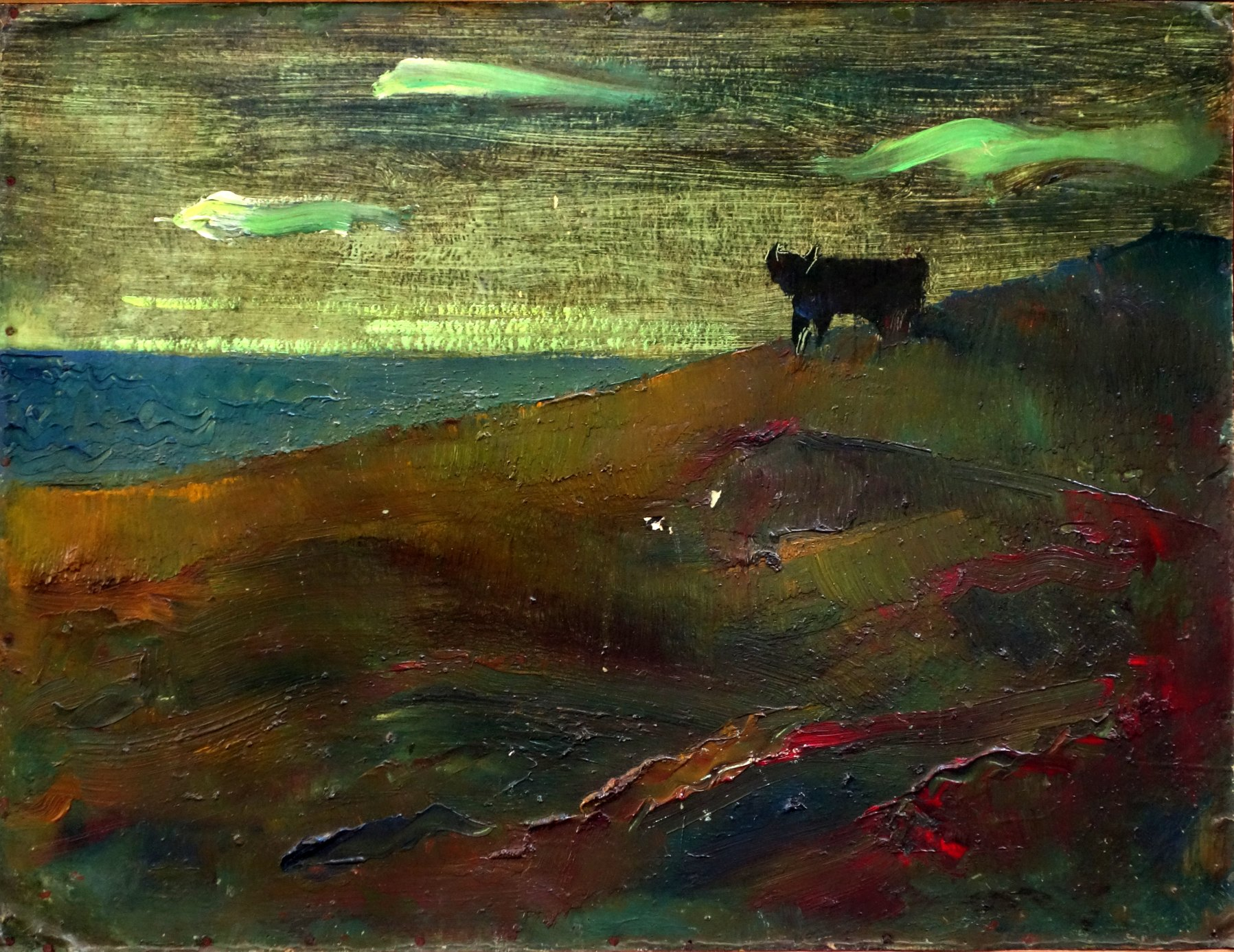
«Бычок», к/м, 37х47, 1985
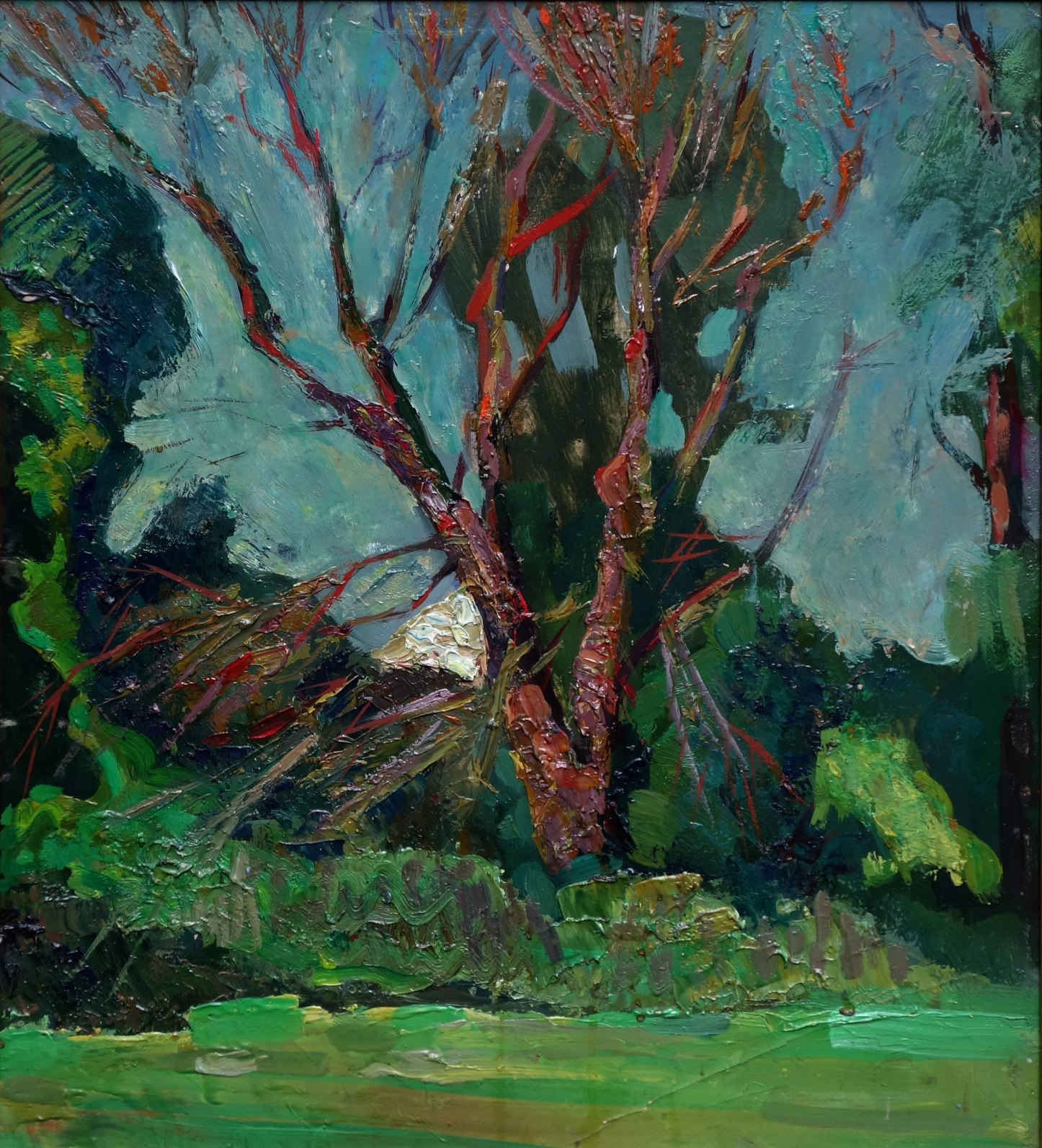
«Дерево», орг/м, 56х48,5, 1986
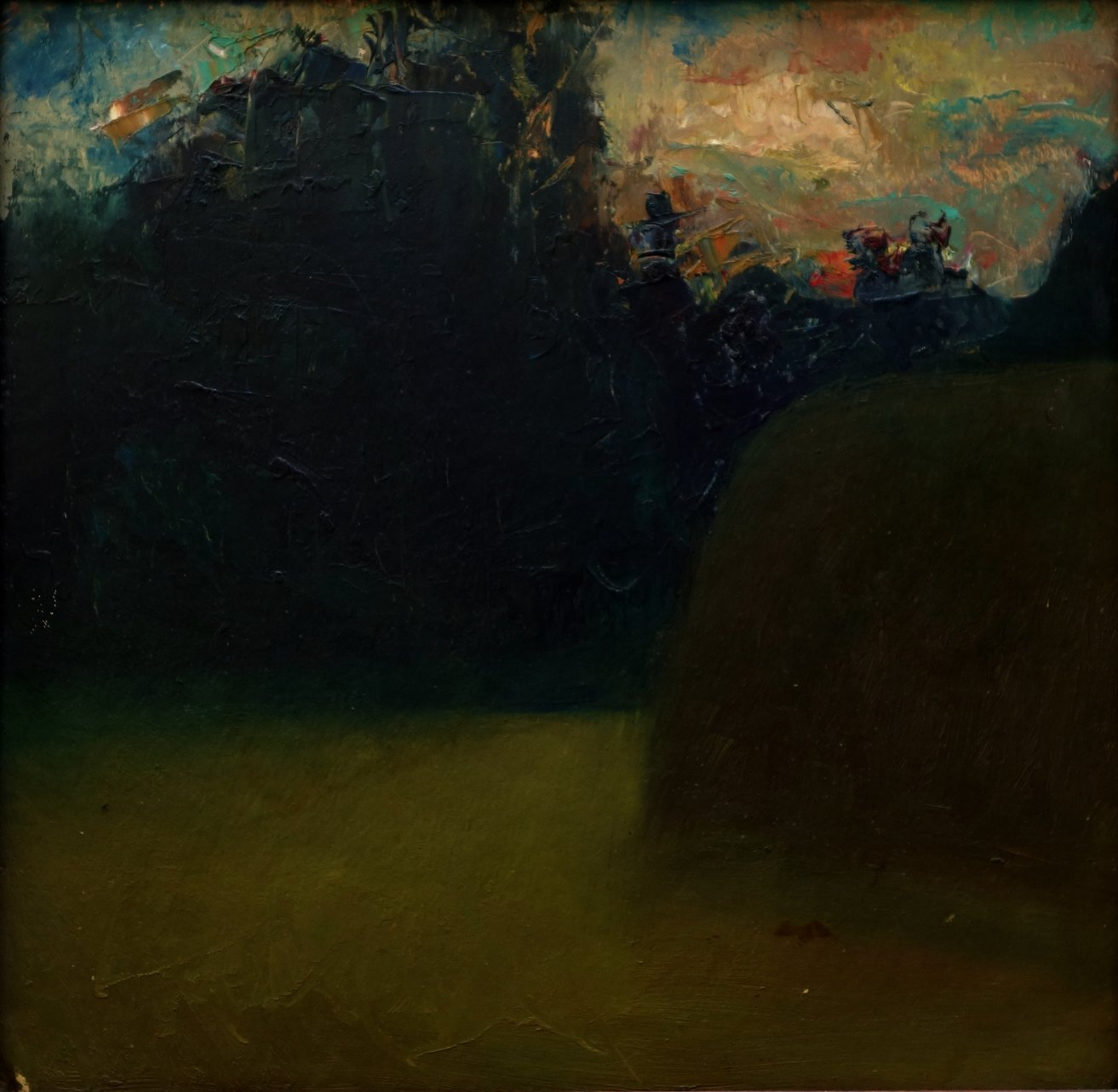
«Пейзаж», к/м, 47х48, 1983
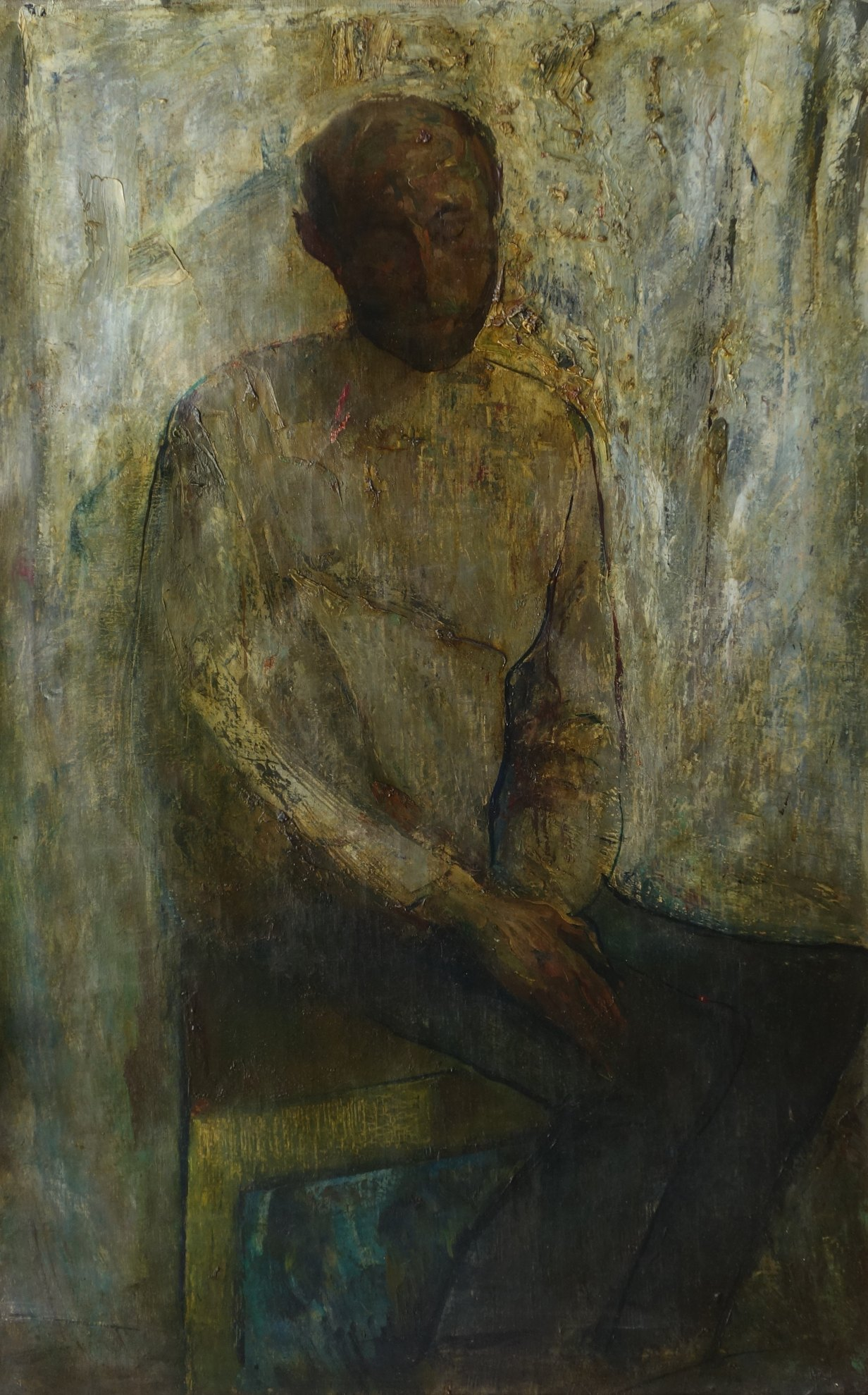
«Поэт Миша Л.», х/м, 110х73, 1989
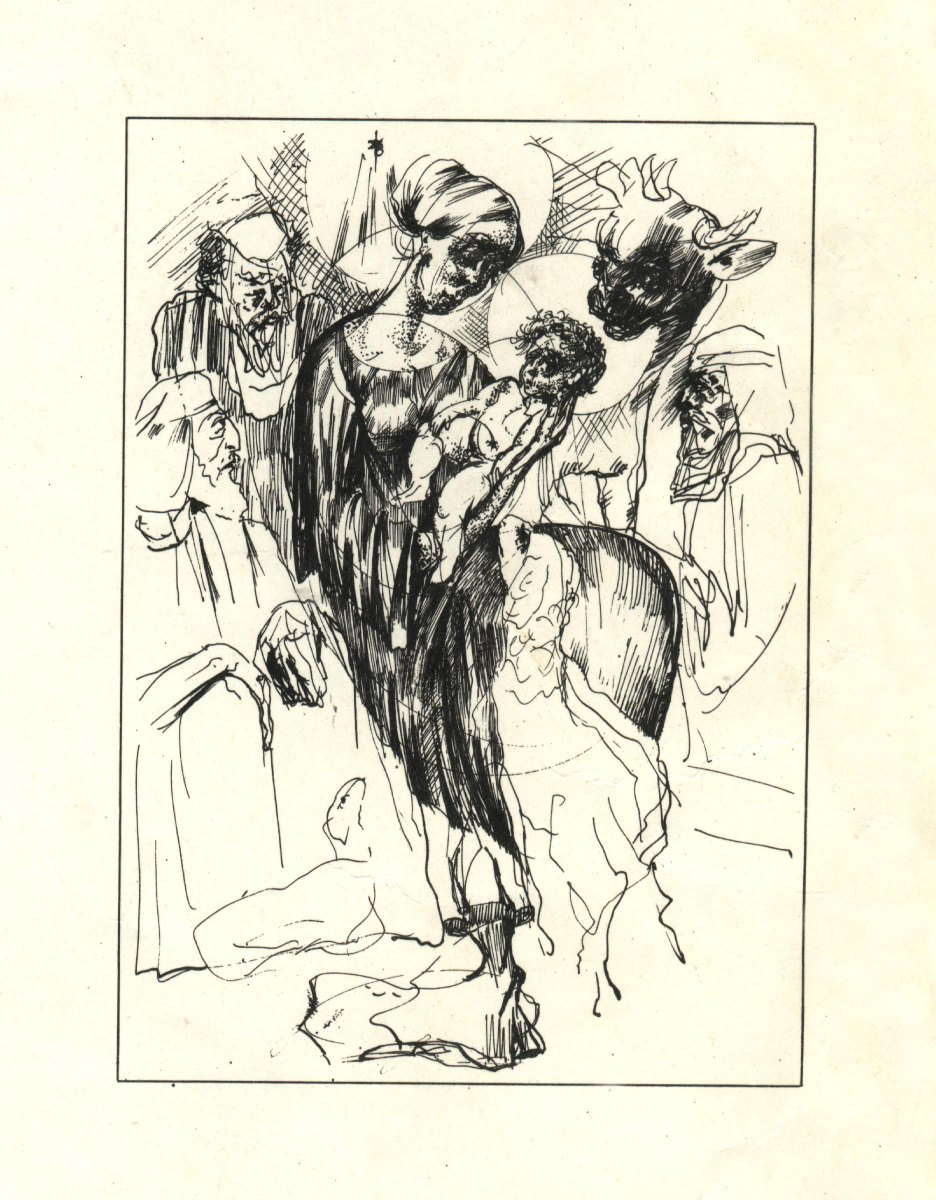
«Библейский цикл», б/т, 15х11, 1990
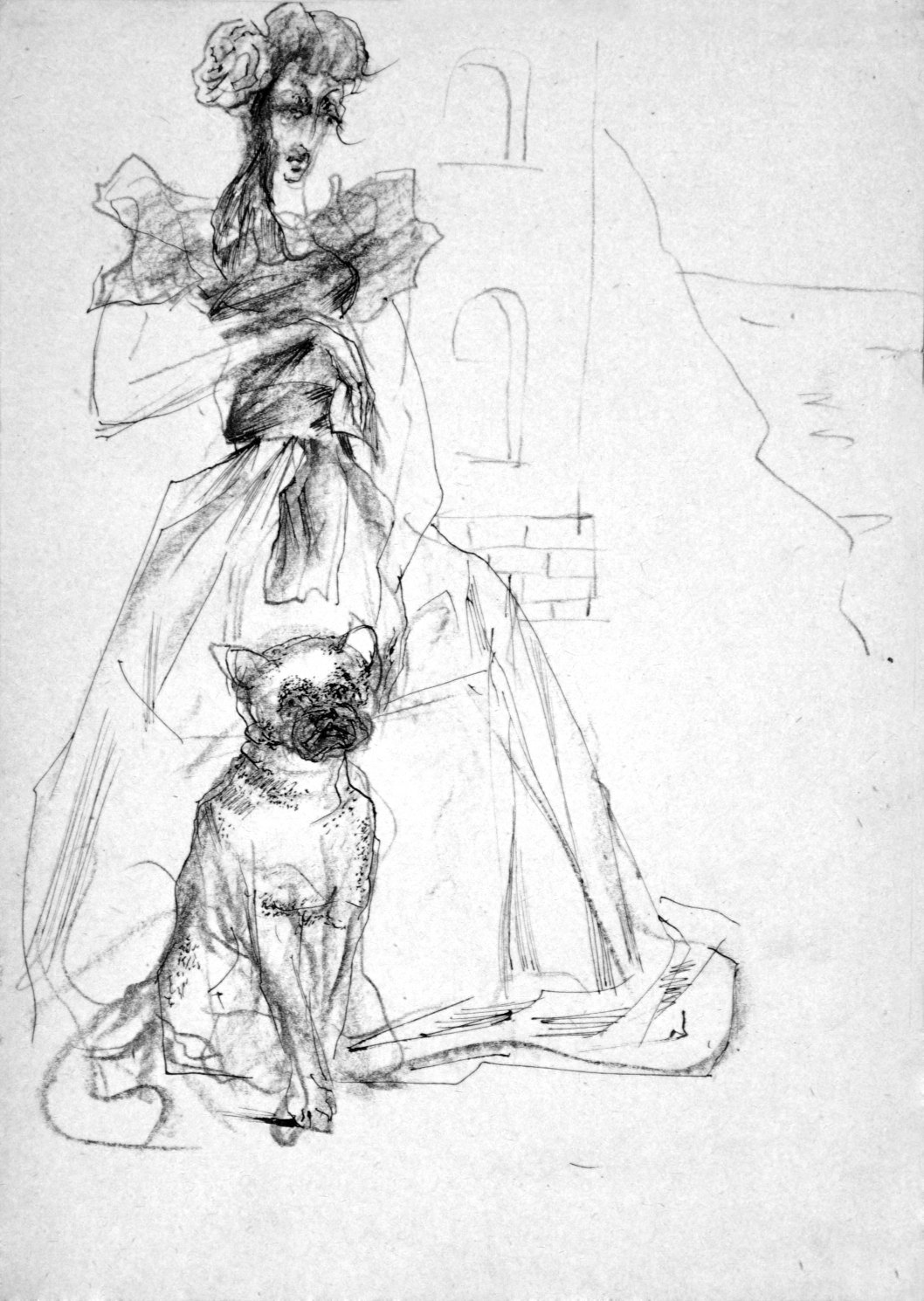
«Марина», б/к/т/у, 29,5х21, 1990
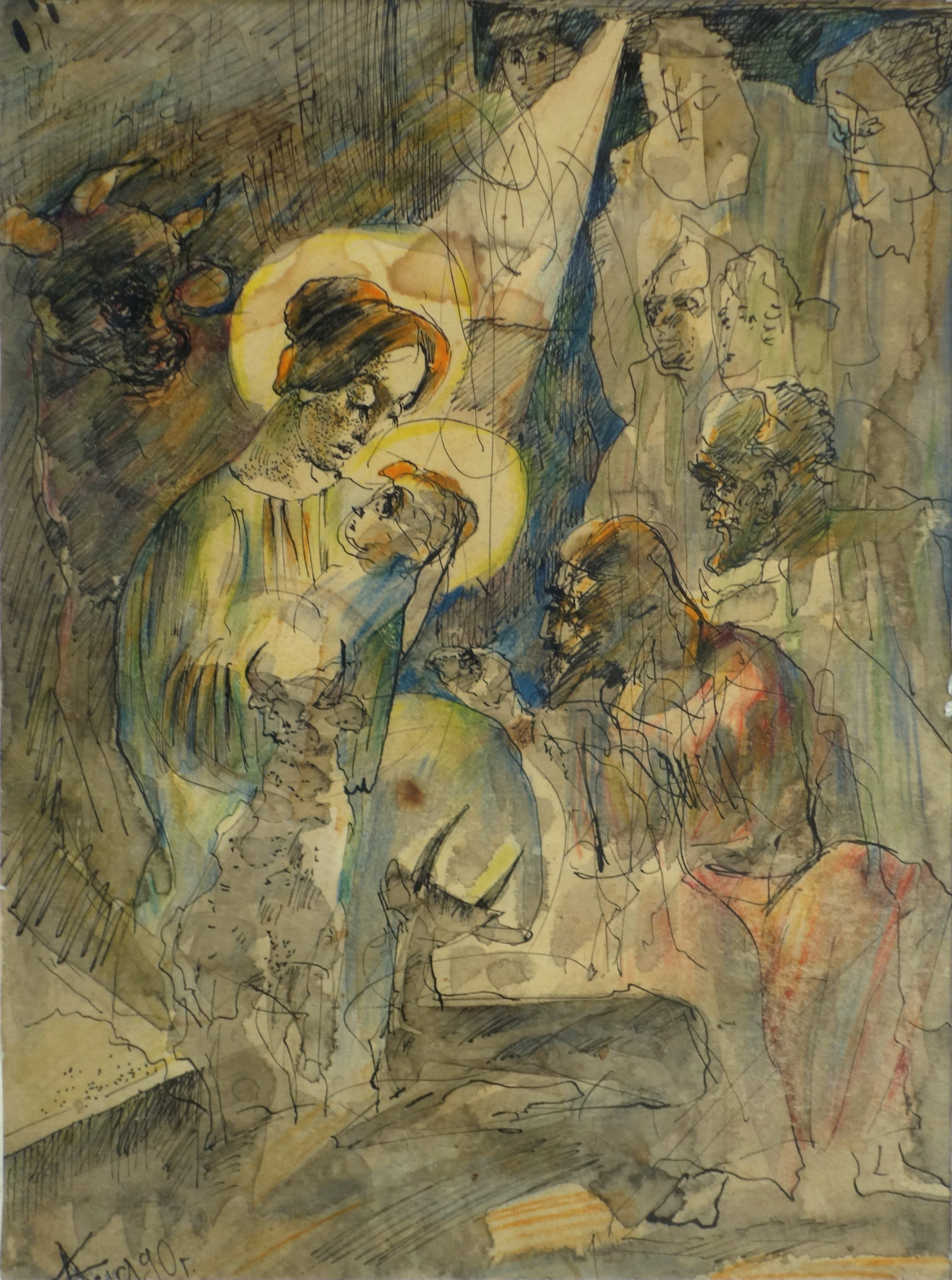
«Поклонение волхвов», б/акв/к/т, 25,5х18, 1990
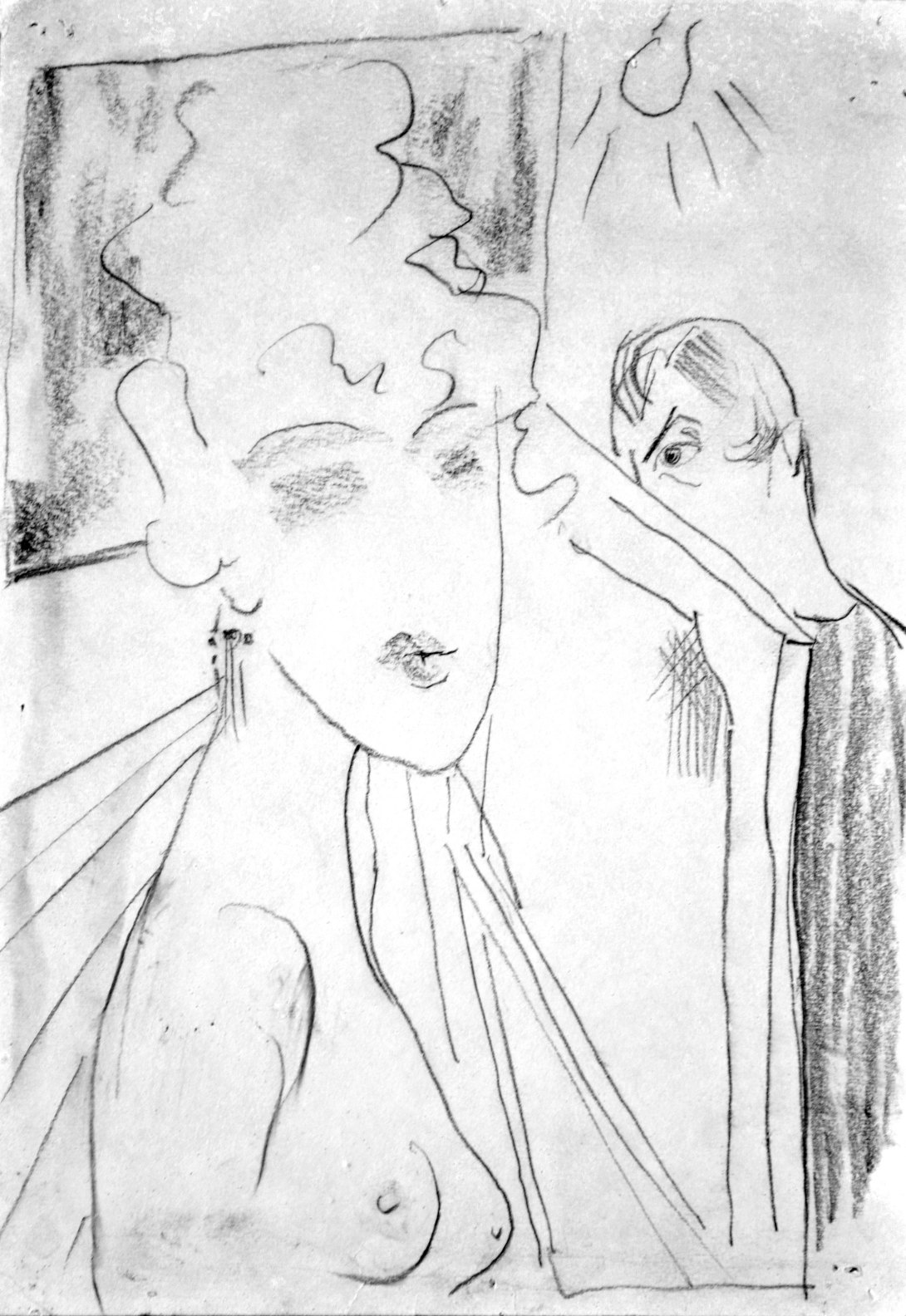
«Художник и модель», б/у, 27х19, 1990